# Tomasz Łysek
Józef Łysek (ur. 1 sierpnia 1967 we Wrocławiu) – pułkownik dyplomowany Wojska Polskiego; szef Oddziału Rozpoznania w Dowództwie Wojsk Lądowych (2009–2014), dowódca 9 pułku rozpoznawczego (2014–2017), od 2023 szef Zarządu Rozpoznania (J2) w Dowództwie Komponentu Wojsk Specjalnych.

## Życiorys
Tomasz Łysek urodził się 1 sierpnia 1967 we Wrocławiu.

### Wykształcenie
Absolwent Wyższej Szkoły Oficerskiej Wojsk Zmechanizowanych we Wrocławiu (1991); Kurs instruktorów wspinaczki wysokogórskiej i ratownictwa (1992); Kurs instruktorów spadochronowych (1995); studia magisterskie na Uniwersytecie im. Adama Mickiewicza w Poznaniu (1998); studia w Akademii Obrony Narodowej (2000); Kurs dla dowódców batalionów w AON (2003); Kurs dla oficerów operacyjnych – NATO Combined Joint Forces Special Operations Component Command Staff – Joint Special Operations University (2005); Kurs – Civil-Military Responses to Terrorism and Trans-National Threats - Joint Special Operations University (2007); Podyplomowe Studium Problematyki Zorganizowanej Przestępczości i Terroryzmu Uniwersytet Warszawski (2007); Kurs doradców wojskowych - JFTC Bydgoszcz (2011); Kurs Instruktorów S.E.R.E. – CSWL Poznań (2013); Kurs Instruktorów Zaawansowanych S.E.R.E. – CSWL Poznań (2018); Kurs doradców wojskowych – NSHQ NATO SOF Advisor – JFC Brunssum (2019); Podyplomowe Studia Polityki Obronnej w Akademii Sztuki Wojennej w Warszawie (2022). 

### Przebieg służby wojskowej
W 1987 podjął studia w Wyższej Szkole Oficerskiej Wojsk Zmechanizowanych we Wrocławiu, które ukończył w 1991 uzyskując dyplom inżyniera – dowódcy. W sierpniu tego roku był promowany przez gen. broni Henryka Szumskiego na pierwszy stopień oficerski – podporucznika. We wrześniu 1991 został skierowany do Bolesławca, gdzie pełnił służbę jako zastępca dowódcy grupy specjalnej i oficer mobilizacyjny w 62 kompanii specjalnej. W 1994 objął funkcję oficera operacyjnego w 1 pułku specjalnym w Lublińcu. W 1995 został skierowany służbowo do Poznania, gdzie został dowódcą kompanii w Centrum Szkolenia Wojsk Lądowych i Logistyki. W 2000 po ukończeniu studiów w AON dalszą służbę pełnił na stanowiskach: zastępca komendanta SPiMS, szef S-3 sztabu w pułku, dowódca zespołu w 1 pułku specjalnym Komandosów. W 2007 został skierowany służbowo do Dowództwa Wojsk Lądowych, gdzie objął funkcję starszego specjalisty w Zarządzie Rozpoznania i Walki Elektronicznej. 

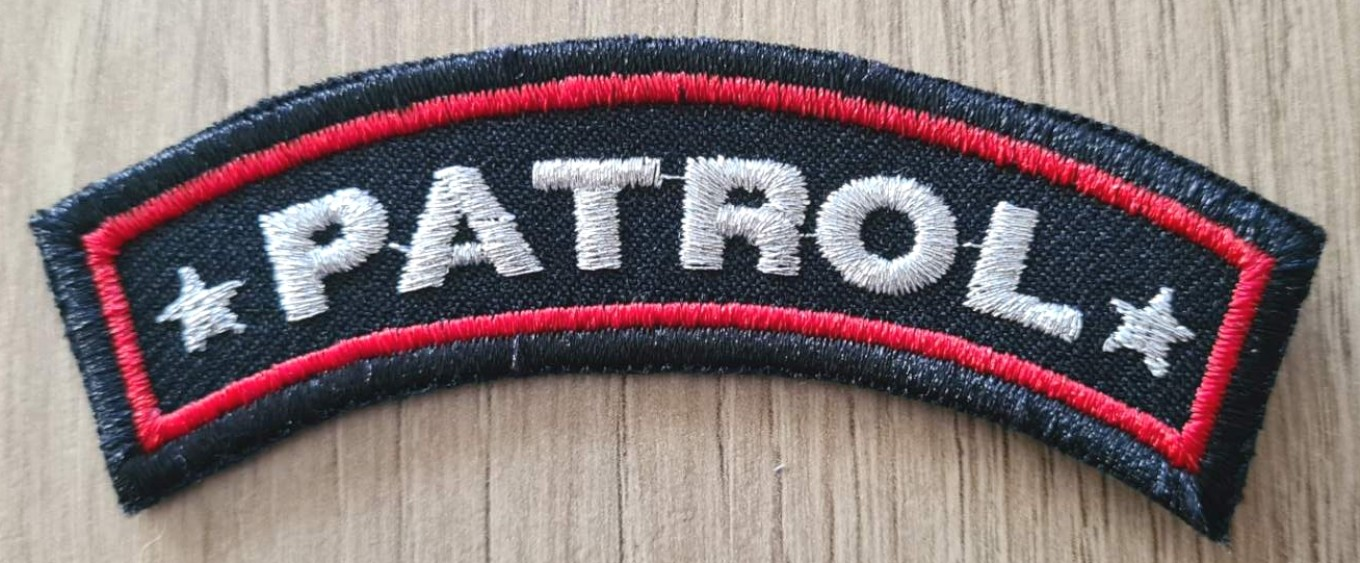
„Patrol” – wojska rozpoznawcze

W 2009 został wyznaczony na stanowisko szefa Oddziału Rozpoznania w Zarządzie Rozpoznania i Walki Elektronicznej Dowództwa Wojsk Lądowych. W okresie tym był pomysłodawcą, organizatorem półtoramiesięcznego kursu taktyczno-wytrzymałościowego „Patrol” (polska formuła szkolenia dowódców, kurs porównywany z amerykańskim szkoleniem „Ranger”). W 2011 zamiast „Patrolu” zorganizował i przeprowadził „Patrol Plus” stanowiący wyższy poziom szkolenia dla uczestników poprzednich edycji. 24 lutego 2012 wręczono mu „Buzdygana” za 2011 przez tygodnik Polska Zbrojna podczas 18 uroczystej gali „Buzdyganów” za zorganizowanie, kontynuowanie i wprowadzanie w życie kolejnych elementów nowoczesnego systemu szkolenia zwiadowców. Był inicjatorem wprowadzenia do programów szkolenia pododdziałów Sił Zbrojnych RP oraz metodyki szkolenia w zakresie S.E.R.E. (survival, evasion, resistance i escape). 
Od 18 kwietnia 2012 do 24 października 2012 pełnił służbę w XI zmianie Polskiego Kontyngentu Wojskowego w Afganistanie). Po misji powrócił na stanowisko Szefa Oddziału Rozpoznania w DWL, które sprawował do końca 2013. Od 1 stycznia 2014 do 31 marca 2014 był w Dowództwie Generalnym Rodzajów Sił Zbrojnych. 31 marca 2014  w Lidzbarku Warmińskim w obecności inspektora Rodzajów Wojsk gen. bryg. Michała Sikory objął stanowisko dowódcy 9 pułku rozpoznawczego od płka Wiesława Marszałka. W dniach 20–24 marca 2016 na poligonie w Orzyszu był kierownikiem ćwiczenia taktyczno-specjalnego „Jastrząb-16”. 22 kwietnia 2016 organizator jubileuszu 50-lecia powstania 9 Warmińskiego pułku rozpoznawczego im. mjr. Zygmunta Szendzielarza. Organizator powstania sali tradycji jednostki, której otwarcie odbyło się 8 lutego 2017 w obecności podsekretarza stanu w MON Wojciecha Fałkowski oraz dyrektora generalnego MON Bogdana Ścibuta. W latach 2014–2016 był organizatorem przygotowania żołnierzy 9 pułku rozpoznawczego do realizacji zadań w kraju („Dragon 15”, „Anakonda 16”) i zagranicą (PKW KFOR Kosowo, PKW EUMAM RŚA), ćwiczenia „Saber Strike” na Litwie, „Combrain Patrol” w Wielkiej Brytanii, „Spring Storm” w Estonii. 
28 marca 2017 w Lidzbarku Warmińskim przekazał obowiązków dowódcy 9 pułku rozpoznawczego powiedział. Pułkownik Tomasz Łysek to autor koncepcji ćwiczeń taktyczno-specjalnych jednostek rozpoznawczych „DELTA”, zgrywających system rozpoznania Wojsk Lądowych oraz programów szkolenia dla pododdziałów zawodowych SZ RP z zakresu rozpoznania. Jest także autorem założeń programowych kursów specjalistycznych z zakresu rozpoznania dla korpusów szeregowych, podoficerów i oficerów w CSWL, AWL i ASzWoj. Organizator szkoleń i kursów specjalistycznych, wraz z wykładowcami NATO School of Excellence w Oradea (Rumunia), przygotowujących oficerów HUMINT i oficerów sztabowych komórek rozpoznawczych do realizacji zadań w ramach PKW. W latach 2017–2018 był w rezerwie kadrowej Ministra Obrony Narodowej. Od 2019 do 2022 szef Zespołu Łącznikowego w Dowództwie Komponentu Wojsk Specjalnych w Krakowie. W 2023 w wieku 56 lat piastuje funkcję szefa Zarządu Rozpoznania (J2) w Dowództwie Komponentu Wojsk Specjalnych w Krakowie.

## Awanse
- podporucznik – 1991[19][2]
- porucznik – 1994[20]
- kapitan – 1998[21]
- major – 2003[22]
- podpułkownik – 2004[23]
- pułkownik – 2009[24]

## Ordery, odznaczenia i wyróżnienia
W ponad 35 letniej służbie wojskowej był wyróżniany i odznaczany:
- Brązowy Krzyż Zasługi – 2002[1]
- Złoty Medal „Siły Zbrojne w Służbie Ojczyzny” – 2010[25]
- Srebrny Medal za Długoletnią Służbę – 2012[26]
- Gwiazda Afganistanu – 2012[27]
- Złoty Medal „Za zasługi dla obronności kraju” – 2012[28]
- Buzdygan za 2011 – 2012[29]
- Medal NATO za udział w misji ISAF – 2013
- Odznaka tytułu honorowego "Zasłużony Żołnierz RP" II Stopnia (Srebrna) – 2013[30]
- Odznaka pamiątkowa  9 pułku rozpoznawczego – 2014 (ex officio)
- Złoty Krzyż Honorowy Związku Piłsudczyków RP – 2015[31]
- Medal „Za zasługi dla Światowego Związku Żołnierzy AK” – 2015[32]
- Medal za Zasługi dla Związku Kombatantów RP i byłych Więźniów Politycznych – 2015[33]
- Złoty Medal za Zasługi dla Straży Granicznej – 2016[34]
- Kordzik Honorowy SZ WP – 2017
- Medal „Pro Patria” – 2021[35]
- Odznaka Honorowa Wojsk Specjalnych – 2022[36]
- Odznaka Skoczka Spadochronowego Wojsk Powietrznodesantowych – 1989
- Wojskowa Odznaka Sprawności Fizycznej I stopnia – 1988

## Garnizony w przebiegu służby
W ponad 35 letniej służbie wojskowej był w garnizonach:
1. Wrocław (1987–1991) ↘
2. Bolesławiec (1991–1994) → Lubliniec (1994–1995) → Poznań (1995–1997) ↘
3. Warszawa (1997–2000) ↘
4. Lubliniec (2000–2007) → Warszawa (2007–2012) ↘
5. PKW Afganistan (2012) ↘
6. Warszawa (2012–2014) ↘
7. Lidzbark Warmiński (2014–2017) ↘
8. Warszawa (2017–2018) ↘
9. Kraków (2019–obecnie)